# Cornelius Sabinus
Cornelius Sabinus (1ste eeuw) was een krijgstribuun in de pretoriaanse garde in het Romeins leger. Samen met zijn collega Cassius Chaerea vermoordde hij op 24 januari 41 keizer Caligula. Na de terechtstelling van Cassius Chaerea pleegde hij zelfmoord.